# Ex chiesa e convento di San Giacomo
L'ex chiesa di San Giacomo con annesso convento, conosciuti anche come complesso di San Giacomo, sono un insieme di edifici religiosi, oggi adibiti ad uso civile, che sorgono sull'omonima collina dominante il centro e il porto della città di Savona.

## Storia e descrizione
Nel 1470 l'Ospedale della Misericordia dona ai frati Francescani Osservanti, mendicanti e zoccolanti, un appezzamento di terreno in località Valoria sul quale esisteva una cappelletta precedentemente occupata da un eremita ed una costruzione con il beneficio di edificare ulteriormente e di godere dei frutti della terra. Papa Paolo II autorizza l'edificazione di una chiesa e delle costruzioni annesse. La chiesa, iniziata nel 1472 fu terminata nel 1476 sotto la supervisione di Fra Angelo da Chivasso. La chiesa, nel tipico stile francescano, aveva architettura in un'unica navata a capanna ai cui lati erano poste 12 cappelle funerarie di famiglie gentilizie savonesi. Il convento annesso era dotato di due chiostri e trovò un grande supporto da parte del savonese Francesco della Rovere assurto al trono pontificio col nome di papa Sisto IV. Rappresenta un esempio del mecenatismo del pontefice ed è l'unica chiesa medievale di Savona a non avere subito modifiche sostanziali incluse quelle richieste dal Concilio di Trento. È presente uno dei rari "pontili" esistenti In Italia. In una delle cappelle funerarie si trova la tomba di Gabriello Chiabrera. La navata centrale aveva un tetto con capriate in legno a vista ed era divisa dal presbitero dall'originale pontile, uno dei pochi esistenti in Italia dopo il concilio di Trento che ne aveva richiesto l'abbattimento. L'interno della chiesa era arricchito dai quadri delle cappelle gentilizie ad opera del Mazone, Tuccio D'Andria, Brea, Fasolo, ecc. Il Presbiterio e l'Abside erano affrescati da Ottavio Semino, uno dei più stimati pittori di scuola raffaellita dell'epoca. I chiostri erano affrescati dal Ratti ed i testi antichi riportano che vi fossero trenta dipinti rappresentanti la vita di S. Francesco.
Il convento era dotato di una ricchissima biblioteca in cui studiarono sia il Chiabrera che il futuro papa Giulio II. Basti pensare che nel 1563 il convento donò al re di Spagna Filippo II circa 60 manoscritti in greco per la nascente biblioteca dell'Escorial, ove ad oggi non sono ancora stati ritrovati.  Il costo di un manoscritto in quegli anni ed il fatto che il privare la biblioteca di un così gran numero di volumi non ne inficiasse la completezza dà l'idea della ricchezza sia della biblioteca che del convento in quel periodo.
Con la soppressione degli ordini religiosi ad opera di Napoleone nel 1811, il convento fu destinato ad acquartieramento di truppe, opificio, fabbrica di vele, reclusorio militare, lebbrosario, ed in seguito nei locali e sui terreni adiacenti fu realizzata la caserma di artiglieria Damiano Chiesa come l'attuale facciata ricorda riportandone non solo il nome ma anche i segni distintivi. All'epoca napoleonica i dipinti furono depredati ed in parte trasportati al Louvre. Quindi gran parte del patrimonio artistico fu disperso. Alcuni quadri si trovano attualmente nella pinacoteca civica di Savona o nel Museo della Cattedrale di Savona. Alcuni superstiti volumi della fiorente biblioteca sono custoditi nella biblioteca seminario di Savona e i più importanti sono stati restaurati negli ultimi anni a cura della prof. Saggini.
L'abside, seppure subendo le ingiurie del tempo e le poche cure degli uomini, ha conservato buona parte degli affreschi del 1550 di Ottavio Semino che potrebbero essere restaurati.

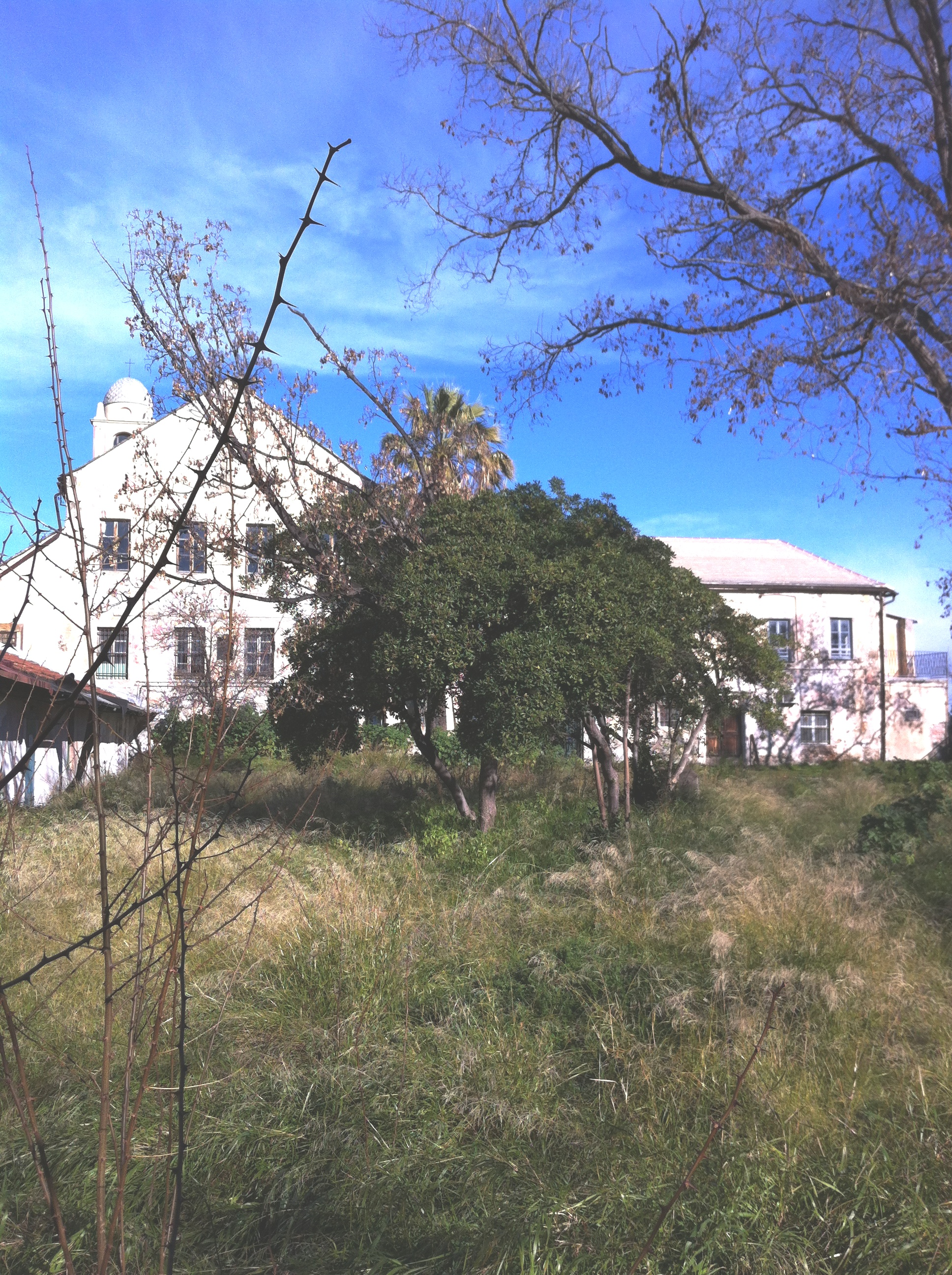
Sagrato e facciata

Il complesso, di proprietà pubblica, versa in condizioni di abbandono. Alcuni locali furono dati temporaneamente in uso a varie società sportive dilettantesche ed a circoli ricreativi sino alla dichiarazione di inagibilità dello stabile. Nel 2009 è crollata l'ala settentrionale di un chiostro del convento portando con sé parte degli affreschi, ancora parzialmente visibili, del Ratti. Alcuni interventi tampone sono stati effettuati nel 2012 per impedire infiltrazioni d'acqua dal tetto della chiesa, ma purtroppo ora i danni sono talmente gravi che il tetto non costituirà alcun riparo dalla pioggia che ha impregnato i muri medievali.
Dal 2016 si è costituita la Associazione Amici del San Giacomo che ha lo scopo di riportare l'attenzione della popolazione e delle autorità savonesi su questo monumento storico che, sia per la sua posizione di belvedere sulla città sia per la sua storicità e presenza di notevoli opere d'arte, meriterebbe di essere recuperato. L'Associazione gestisce visite ed eventi dedicati.